# Thomasomys ladewi
Thomasomys ladewi is een zoogdier uit de familie van de Cricetidae. De wetenschappelijke naam van de soort werd voor het eerst geldig gepubliceerd door Anthony in 1926.

## Voorkomen
De soort komt voor in Bolivia.